# 60 minuta
60 Minuta je američki novinski časopis i televizijski program koji se emituje na CBS televizijskoj mreži. Program je debitovao 1968. godine, a stvorio ga je Don Hjuit, koji je odlučio da ga izdvoji od ostalih informativnih emisija koristeći jedinstveni stil istraživanja centriran na reporteru. Godine 2002, 60 Minuta je bio rangirano na 6. mestu među 50 najvećih TV emisija svih vremena TV vodiča, a 2013. godine je na 24. mestu 60 najboljih TV serija svih vremena. Njujork tajms nazvao ga je „jednim od najcenjenijih novinskih časopisa na američkoj televiziji”.

## Istorija emitovanja

### Rane godine
Program je koristio format časopisa, sličan formatu kanadskog programa W5, koji je premijerno prikazan dve godine ranije. On je imao pionirski pristup mnogim od najvažnijih postupaka i tehnika istraživačkog novinarstva, uključujući reeditovanje intervjua, skrivene kamere, i posete kući ili kancelariji istraživanog subjekta „goča novinarstva”. Slični programi pojavili su se u Australiji i Kanadi tokom 1970-ih, kao i na vestima lokalne televizije.

## Ocene i priznanja

### Nilsenove ocene
| Sezona    | Vreme                                                                                | Rang | Ocena |
| --------- | ------------------------------------------------------------------------------------ | ---- | ----- |
| 1968–1969 | utorak 10:00 p.m.                                                                    | N/D  | N/D   |
| 1969–1970 | utorak 10:00 p.m.                                                                    | N/D  | N/D   |
| 1970–1971 | utorak 10:00 p.m.                                                                    | N/D  | N/D   |
| 1971–1972 | nedelja 6:00 p.m.                                                                    | N/D  | N/D   |
| 1972–1973 | nedelja 6:00 p.m. (januar–jun 1973) petak 8:00 p.m. (jun–septembar 1973)             | N/D  | N/D   |
| 1973–1974 | nedelja 6:00 p.m. (januar–jun 1974) nedelja 9:30 p.m. (jul–septembar 1974)           | N/D  | N/D   |
| 1974–1975 | nedelja 6:00 p.m. (septembar 1974 – jun 1975) nedelja 9:30 p.m. (jul–septembar 1975) | N/D  | N/D   |
| 1975–1976 | nedelja 7:00 p.m.                                                                    | N/D  | N/D   |
| 1976–1977 | nedelja 7:00 p.m.                                                                    | 18   | 21,9  |
| 1977–1978 | nedelja 7:00 p.m.                                                                    | 4    | 24,4  |
| 1978–1979 | nedelja 7:00 p.m.                                                                    | 6    | 25,5  |
| 1979–1980 | nedelja 7:00 p.m.                                                                    | 1    | 28,4  |
| 1980–1981 | nedelja 7:00 p.m.                                                                    | 3    | 27,0  |
| 1981–1982 | nedelja 7:00 p.m.                                                                    | 2    | 27,7  |
| 1982–1983 | nedelja 7:00 p.m.                                                                    | 1    | 25,5  |
| 1983–1984 | nedelja 7:00 p.m.                                                                    | 2    | 24,2  |
| 1984–1985 | nedelja 7:00 p.m.                                                                    | 4    | 22,2  |
| 1985–1986 | nedelja 7:00 p.m.                                                                    | 4    | 23,9  |
| 1986–1987 | nedelja 7:00 p.m.                                                                    | 6    | 23,3  |
| 1987–1988 | nedelja 7:00 p.m.                                                                    | 8    | 20,6  |
| 1988–1989 | nedelja 7:00 p.m.                                                                    | 5    | 21,7  |
| 1989–1990 | nedelja 7:00 p.m.                                                                    | 7    | 19,7  |
| 1990–1991 | nedelja 7:00 p.m.                                                                    | 2    | 20,6  |
| 1991–1992 | nedelja 7:00 p.m.                                                                    | 1    | 21,9  |
| 1992–1993 | nedelja 7:00 p.m.                                                                    | 1    | 21,9  |
| 1993–1994 | nedelja 7:00 p.m.                                                                    | 1    | 20,9  |
| 1994–1995 | nedelja 7:00 p.m.                                                                    | 6    | 17,2  |
| 1995–1996 | nedelja 7:00 p.m.                                                                    | 9    | 14,2  |
| 1996–1997 | nedelja 7:00 p.m.                                                                    | 11   | 13,3  |
| 1997–1998 | nedelja 7:00 p.m.                                                                    | 7    | 13,8  |
| 1998–1999 | nedelja 7:00 p.m.                                                                    | 7    | 13,2  |
| 1999–2000 | nedelja 7:00 p.m.                                                                    | 8    | 12,0  |
| 2000–2001 | nedelja 7:00 p.m.                                                                    | 15   | 11,1  |
| 2001–2002 | nedelja 7:00 p.m.                                                                    | 13   | 10,1  |
| 2002–2003 | nedelja 7:00 p.m.                                                                    | 17   | 9,6   |
| 2003–2004 | nedelja 7:00 p.m.                                                                    | 16   | 9,4   |
| 2004–2005 | nedelja 7:00 p.m.                                                                    | 16   | 9,2   |
| 2005–2006 | nedelja 7:00 p.m.                                                                    | 21   | 9,0   |
| 2006–2007 | nedelja 7:00 p.m.                                                                    | 20   | 8,7   |
| 2007–2008 | nedelja 7:00 p.m.                                                                    | 17   | 8,4   |
| 2008–2009 | nedelja 7:00 p.m.                                                                    | 14   | 8,9   |
| 2009–2010 | nedelja 7:00 p.m.                                                                    | 17   | 8,4   |
| 2010–2011 | nedelja 7:00 p.m.                                                                    | 12   | 8,4   |
| 2011–2012 | nedelja 7:00 p.m.                                                                    | 14   | 8,3   |
| 2012–2013 | nedelja 7:00 p.m. ili 7:30 p.m. (ako CBS ima 4:25 p.m. NFL igru)                     | 16   | 8.0   |
| 2013–2014 | nedelja 7:00 p.m. ili 7:30 p.m. (ako CBS ima 4:25 p.m. NFL igru)                     | 17   | 7,7   |
| 2014–2015 | nedelja 7:00 p.m. ili 7:30 p.m. (ako CBS ima 4:25 p.m. NFL igru)                     | 17   | 7,8   |
| 2015–2016 | nedelja 7:00 p.m. ili 7:30 p.m. (ako CBS ima 4:25 p.m. NFL igru)                     | 15   | 7,7   |
| 2016–2017 | nedelja 7:00 p.m. ili 7:30 p.m. (ako CBS ima 4:25 p.m. NFL igru)                     | 12   | 12,4  |

1. ↑  Povezano sa Havaji Fajv-O
2. ↑  Povezano sa Čarlijevim anđelima i Svi u porodici
3. ↑  Povezano sa Red i zakon: Odeljenje za specijalne žrtve
4. ↑  Povezano sa Dogovor ili nema dogovora — sreda
5. ↑  Povezano sa Morski pas
6. ↑  Povezano sa Mesto zločina: Las Vegas
7. ↑  Povezano sa Zločinački umovi
8. ↑  Povezano sa Uvod u anatomiju i Havaji Fajv-0

Na osnovu rejtinga, 60 Minuta je jedan od najuspešnijih programa u istoriji američke televizije od kada je premešten u današnji vremenski period 1975. Tokom pet sezona to je bio top program godine, podvig kome pariraju sitkomi Svi u porodici i Kozbijev šou, a koji je nadmašio samo realistički takmičarski serijal Američki idol, koji je bio emisija #1 tokom osam uzastopnih televizijskih sezona, od sezone 2003–2004 do sezone 2010–2011. 60 Minuta je bio među prvih deset emisija tokom 23 sezone zaredom (1977–2000), što je nenadmašan rekord, i ovaj šou je bio među prvih 20 za svaku sezonu od sezone 1976–1977, osim sezone 2005–2006 kada je završio kao #21.
60 Minuta se prvi put probio među Nilsenovih Top 20 tokom sezone 1976-1977. Sledeće sezone to je bio četvrti najgledaniji program, a od 1979. do 1980. to je bio šou broj jedan. Tokom 21. veka i dalje je među prvih 20 programa u Nilsenovim rejtinzima, i predstavlja novinski magazin sa najvišom ocenom.
Izdanje od 16. novembra 2008, u kome je sadržan intervju sa izabranim predsednikom Barakom Obamom, osvojilo je ukupno 25,1 miliona gledalaca.
Izdanje od 6. oktobra 2013. (koje je te večeri kasnilo 44 minuta zbog NFL igre Denver bronkosi-Dalas kaubojsi) privuklo je 17,94 miliona gledalaca; zadržavši 63% od 28,32 miliona gledalaca prethodnog programa, te je to bila najgledanija emisija 60 Minuta od 16. decembra 2012.

## Literatura
- Who's Who in America 1998, "Hewitt, Don S." Marquis Who's Who: New Providence, NJ, 1998. p. 1925.
- Who's Who in America 1998, "Wallace, Mike." Marquis Who's Who: New Providence, NJ, 1998. p. 4493.
- Madsen, Axel (1984), 60 Minutes: The Power and the Politics of America's Most Popular TV News Show., Dodd, Mead and Company: New York City.
- Coffey, Frank (1993). 60 Minutes: 25 Years of Television's Finest Hour. Santa Monica, California: General Publishing Group, Inc. ISBN 978-1-881649-04-5.. With introduction by Don Hewitt.

## Spoljašnje veze
- Zvanični veb-sajt
- 60 Minutes na veb-sajtu  (jezik: engleski)
- 60 Minutes на веб-сајту TV.com (језик: енглески)
- 60 Minutes на веб-сајту Rotten Tomatoes (језик: енглески)
- Booknotes interview with Don Hewitt on Tell Me A Story: 50 Years and 60 Minutes in Television, April 1, 2001.